# خوش‌غیرت
خوش‌غیرت سریالی ایرانی‌ست که توسط گروه حماسه و دفاع شبکه اول سیما و با نویسندگی و کارگردانی علی شاه‌حاتمی و تهیه‌کنندگی حسین صابری ساخته شده و محصول سال ۱۳۸۳ است. این مجموعه تلویزیونی ادامه سریال خوش‌رکاب است. این سریال برای اولین بار در نوروز ۱۳۸۴ شبکه ۱ پخش شد.

## بازیگران
- محمد کاسبی در نقش تقی
- مجید صالحی در نقش عزت
- مریم سعادت در نقش مریم
- پویا امینی در نقش مهدی
- امیر نوری در نقش جواد
- مونا فرجاد در نقش سارا
- طیبه ابراهیم در نقش خاله
- نفیسه روشن در نقش سحر
- محمد حاج حسینی در نقش خواستگار خاله
- سید جلال طباطبایی در نقش اسیر
- ترلان پروانه
- خشایار راد
- امیر مهدی‌کیا
- سید صالح موسوی

.

## داستان
خوش‌غیرت یا همان خوش‌رکاب دو ادامه داستان مردی به نام تقی با بازی محمد کاسبی بود که علاقه ویژه‌ای به کامیون خود داشت. این دلبستگی او به اندازه‌ای بود که حاضر نبود برای کمک رسانی به جبهه از کامیونش استفاده کند اما در نهایت این اتفاق افتاد و تحولاتی را برای این شخصیت به‌همراه داشت. او این بار تصمیم گرفته‌است دارو از مردم جمع‌آوری کند و با کامیون خود که حالا نامش را از خوش‌رکاب به خوش‌غیرت تغییر داده‌است، برای کمک به مردم عراقی برود که هم‌اکنون بعد از سقوط صدام در چنگال آمریکایی‌ها اسیر هستند. در این حین، اتفاقاتی برای او و شاگردش می‌افتد. این سریال در ۱۵ قسمت ۴۵ دقیقه‌ای تهیه و پخش گردید. ساخت موسیقی سریال خوش‌غیرت مانند سری نخست آن، خوش‌رکاب، توسط فردین خلعتبری انجام گرفته‌است.